# Tourmont
Tourmont ist eine französische Gemeinde im Département Jura in der Region Bourgogne-Franche-Comté. Sie gehört zum Arrondissement Dole und zum Kanton Bletterans. Die Bewohner nennen sich Tourmoniers oder Tourmonières. 
Die Nachbargemeinden sind Grozon im Norden, Poligny im Osten, Villerserine und Saint-Lothain im Süden, Brainans im Westen und Montholier im Nordwesten.

## Weblinks

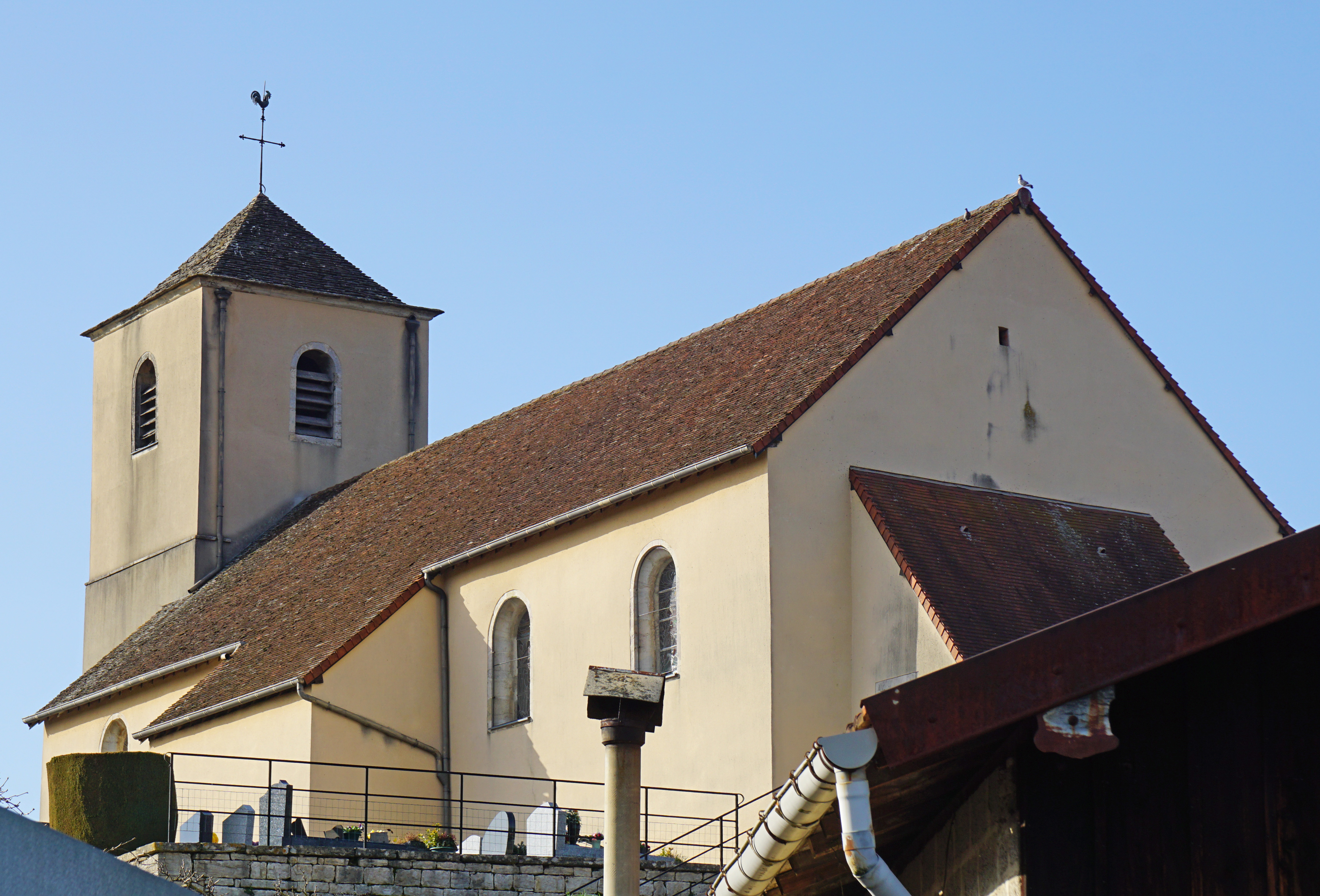
Kirche Saint-Pierre

## Bevölkerungsentwicklung
| Jahr                       | 1962 | 1968 | 1975 | 1982 | 1990 | 1999 | 2008 | 2017 |
| -------------------------- | ---- | ---- | ---- | ---- | ---- | ---- | ---- | ---- |
| Einwohner                  | 363  | 328  | 303  | 308  | 403  | 442  | 482  | 473  |
| Quellen: Cassini und INSEE |      |      |      |      |      |      |      |      |